# Желтяков, Александр Викторович
Александр Викторович Желтяков (род. 15 ноября 2005, Днепропетровск) — украинский пловец, чемпион Европы 2024 года.

## Карьера
Александр Желтяков родился 15 ноября 2005 года в Днепропетровске, в Украине. Специализируется в плавание на спине.
В 2023 году на юниорском чемпионате Европы в Сербии завоевал две золотые медали на дистанциях 100 и 200 метров на спине. В сентябре 2023 года на юниорском чемпионате мира в Израиле стал двукратным чемпионом мира на этих же дистанциях. В 2023 году получил две квоты на Олимпийские игры 2024 года. В декабре 2023 года Александр стал лучшим спортсменом года вместе с украинской прыгуньей в высоту Ярославой Магучих по версии Национального олимпийского комитета Украины.
На чемпионате Европы 2024 года в Белграде на дистанции 200 метров на спине стал чемпионом, показав результат 1:55,39, что является национальным рекордом Украины.